# Томас Брдарич
Томас Брдарич (хорватська вимова: [tômaz bř̩darit͡ɕ]; нар. 23 січня 1975, Нюртінген) — колишній німецький професійний футболіст, який грав на позиції нападника. Головний тренер індійського клубу «Ченнаїн».

## Клубна кар'єра
Брдарич народився в Нюртінгені, Баден-Вюртемберг, Німеччина. Розпочав свою професійну кар'єру у «Штутгарті», дебютувавши в Бундеслізі 29 серпня 1993 року проти мюнхенської «Баварії», замінивши на полі Фріца Вальтера. В другому матчі за «Штутгарт» проти «Ваттеншайда» він забив дебютний гол («Штутгарт» переміг 4–2). Загалом він взяв участь у десяти матчах у дебютному для себе сезоні. У 1994 році був проданий «Фортуні» (Дюссельдорф), яка виступала у другій Бундеслізі.
Він провів два сезони в клубі, допоміг йому отримати підвищення до вищої ліги. Однак клуб вирішив не продовжувати з ним контракт, тому у 1996 році він на правах вільного агента підписав контракт з друголіговою «Фортуною» (Кельн). Томас став стабільним гравцем основного складу, в сезоні 1998–99 забив 13 голів у 29 матчах.
Виступом у сезоні 1998-99 привернув до себе увагу клубу Бундесліги «Баєр 04» (Леверкузен), котрий викупив його контракт влітку 1999 року. Хоча форвард й ніколи не забивав регулярно, йому, в основному, вдавалося утримувати місце в основному складі. За час роботи з клубом він двічі фінішував другим у чемпіонаті Німеччини, став фіналістом Кубка Німеччини 2001-02 року, а також зіграв у фіналі Ліги чемпіонів УЄФА, де «Баєр» зазнав поразки від «Реала». Загалом Брдарич зіграв 18 матчів у Лізі чемпіонів УЄФА, забив один гол у ворота «Ювентуса» у кампанії 2002 року.
В сезоні 2002–03 Брдарич втратив місце в основному складі та став отримувати менше ігрового часу. Для підтримання ігрового тонусу йому довелося грати за аматорські клуби за в Регіональній лізі Півночі. Наступного сезону він був відданий в оренду до клубу «Ганновер 96», в якому забив 12 голів, що стало його найкращим результатом, якщо брати до уваги виступи на найвищому рівні.
«Вольфсбург» вирішив повернути собі гравця, й підписав з ним трирічний контракт у липні 2004 року, заплативши за Томаса мільйон євро. Перший сезон після повернення у «Вольфсбург» був невдалим для нападника, оскільки його часто замінювали або залишали на лавці запасних. Він посварився з товаришами по команді та представниками клубу. Головний тренер команди Томас Штрунц назвав Брдарича «егоїстом», тому що «він поставив свої інтереси вище командних».
Наприкінці сезону його продали в «Ганновер 96», за який він вже грав у оренді. Однак у цьому клубі теж не обійшлося без скандалу. Брдарич роздратував тренера Пітера Нойрюрера своїм інтерв'ю, в якому заявив що «кожен нападник має жагу забивати, тому рахунком 4–4 із чотирма забитими мною голами, я буду більше задоволений, ніж перемогою команди». Це призвело до того, що Брдарич майже не грав у сезоні 2005—2006.
В серпні 2006 року Нойрюрера було звільнено. Брдарич прокоментував звільнення головного тренера, назвавши його «підлим і нечесним» у їхніх стосунках і стверджуючи, що він не той, хто зміг би допомогти клубу. Під керівництвом Дітера Гекінга він став грати трохи більше, забив п'ять голів за 11 матчів у сезоні 2006—2007 років. Під час сезону отримав травму коліна, після чого вирішив завершити кар'єру гравця.

## Міжнародна кар'єра
Брдарич виступав за молодіжну збірну Німеччини, за яку зіграв 12 матчів та забив 3 голи.
За національну збірну Німеччини дебютував 27 березня 2002 року у матчі проти США. Виступав на чемпіонаті Європи 2004 року, вийшовши на заміну у матчі групового етапу проти збірної Латвії. Він також був у заявці команди на Кубку Конфедерацій 2005 року, проте на полі не з'явився. Єдиний гол за збірну забив 9 жовтня 2004 року у товариському матчі проти Ірану.

## Тренерська кар'єра
24 березня 2009 року Брдарич був призначений спочатку спортивним директором, а пізніше й головним тренером «Уніон» (Золінген). Він був звільнений 17 серпня 2009 року. Він був призначений головним тренером «Нойштреліца» у 2013 році. Привів команду до перемоги у Північно-Східній Регіоналлізі у сезоні 2013–14, перш ніж програв у плей-оф підвищення проти «Майнца II». Потім він обійняв посаду менеджера другої команди «Вольфсбургу».
У травні 2017 року залишив «Шкендію».

## Особисте життя
Батько Брдарича родом із Загреба, а мати з Нового Саду.
У 2003 році він записав компакт-диск під назвою «The Wild 13». Пісня, написана у співавторстві з Марко Хеггеном із Coastland Records, висміює воротарів Олівера Кана, Єнса Леманна та Франка Роста. Назва походить від ігрового номера Брдарича.
Під час роботи у кельнській «Фортуні» його прозвали «Бембі» через його дуже худі ноги.
Має дружину Антьє та двох синів, Тіма та Ленса.

## Титули і досягнення

### Тренер
- Володар Кубка Албанії (2):

Влазнія: 2020-21, 2021-22